# 渡辺陽向
渡辺 陽向（わたなべ ひゅうが、1994年8月23日 - ）は、静岡県清水市出身のオートバイレーサー。

## 経歴
1999年、4歳でポケバイを始める。2000年からポケバイレースに参戦、2005年にミニバイクにステップアップ。2009年に全日本選手権、GP-MONOクラスに参戦。2010年はGP125クラス、2011年にはJ-GP3クラスに参戦。2012年、スペイン選手権に参戦、世界選手権日本GPにワイルドカード参戦。
2013年はロードレース世界選手権Moto3クラスに参戦するイタリアのタスカ・レーシングのシートを獲得。クラス唯一の日本人フル参戦ライダーとなった。だがシーズンを通して芳しくない結果が続いた上に転倒も多く、母国GPである日本で獲得した1ポイントだけがこの年の入賞記録となり、ポイントを獲得したライダーの中で最下位となるランキング28位に沈んだ。

## 戦績
- 2010年 - 全日本ロードレース選手権J-GP3ランキング5位 Projectμ7C HARC ホンダ・RS125R
- 2011年 - 全日本ロードレース選手権J-GP3ランキング8位 Projectμ7C HARC ホンダ・NSF250R

## ロードレース世界選手権 戦績
- 凡例
- 太字はポールポジション、斜体はファステストラップ。

### シーズン
| シーズン | クラス | 車両       | 出走数 | 優勝回数 | 表彰台数 | ポールポジション | ファステストラップ | ポイント | 順位 |
| -------- | ------ | ---------- | ------ | -------- | -------- | ---------------- | ------------------ | -------- | ---- |
| 2011年   | 125cc  | ホンダ     | 1      | 0        | 0        | 0                | 0                  | 0        | NC   |
| 2012年   | Moto3  | ホンダ     | 1      | 0        | 0        | 0                | 0                  | 0        | NC   |
| 2013年   | Moto3  | ホンダ     | 16     | 0        | 0        | 0                | 0                  | 1        | 28位 |
| 2013年   | Moto3  | FTR ホンダ | 16     | 0        | 0        | 0                | 0                  | 1        | 28位 |
| 合計     |        |            | 18     | 0        | 0        | 0                | 0                  | 1        |      |